# Liste des parcs d'État du Minnesota

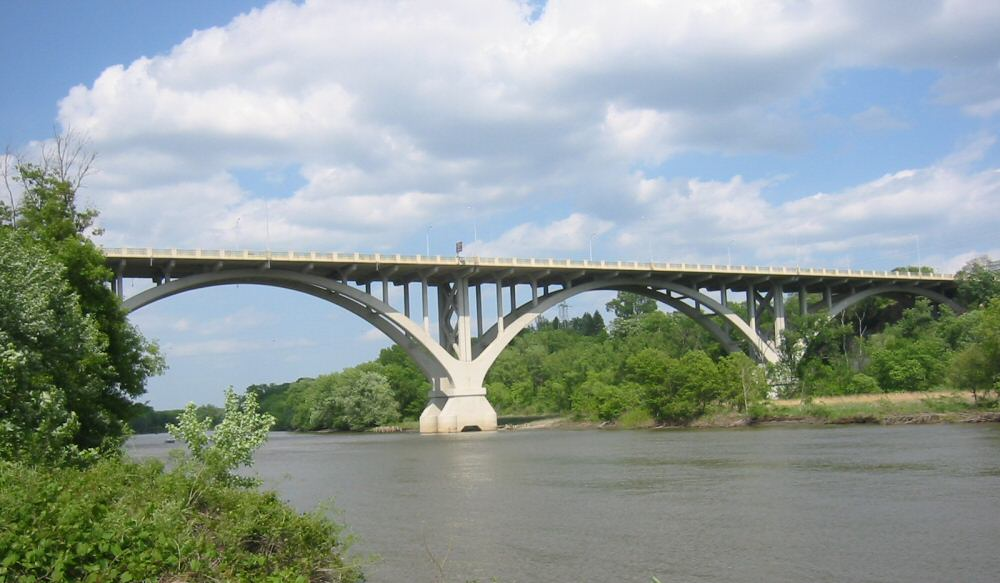
Fort Snelling

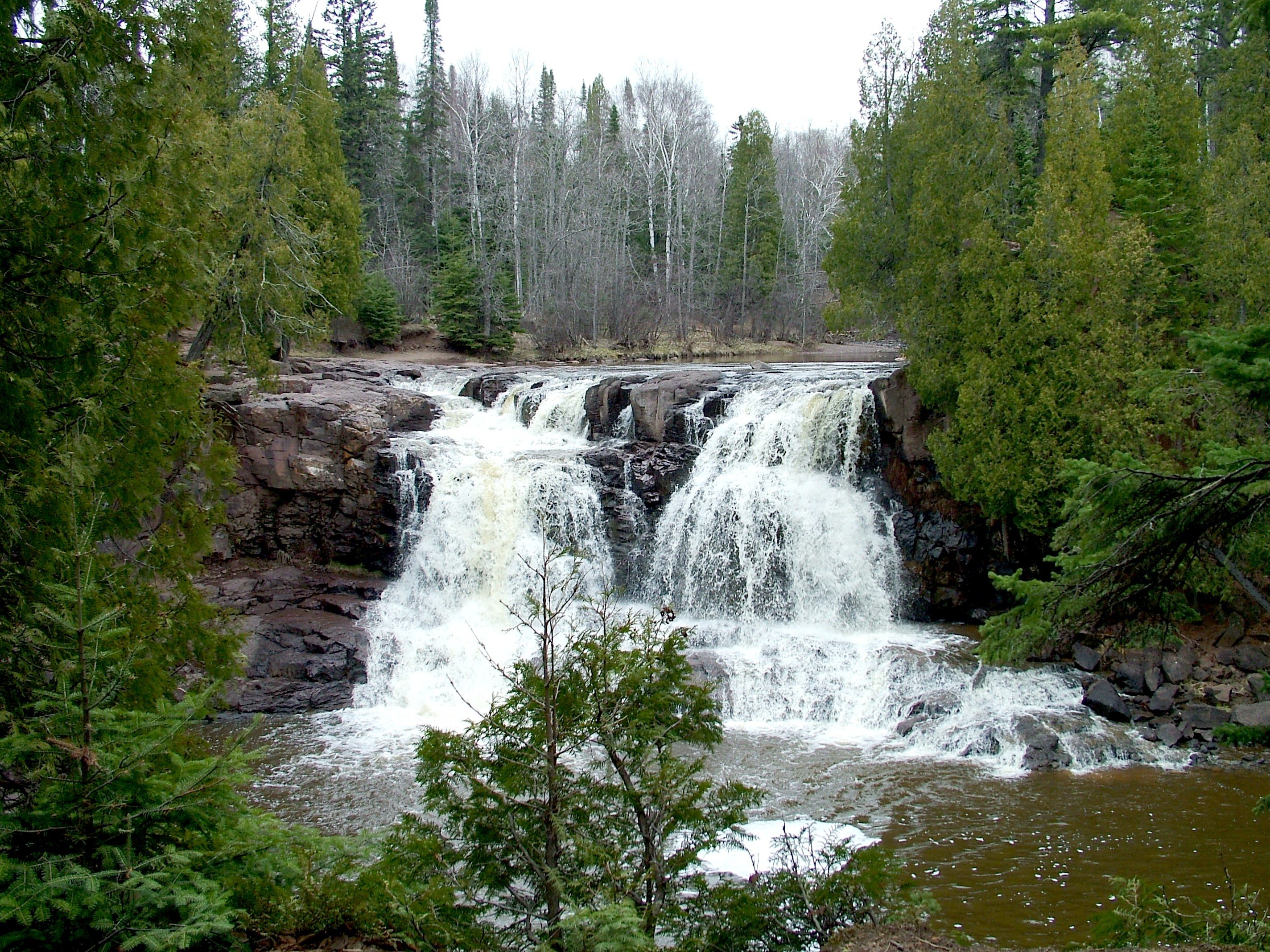
Gooseberry

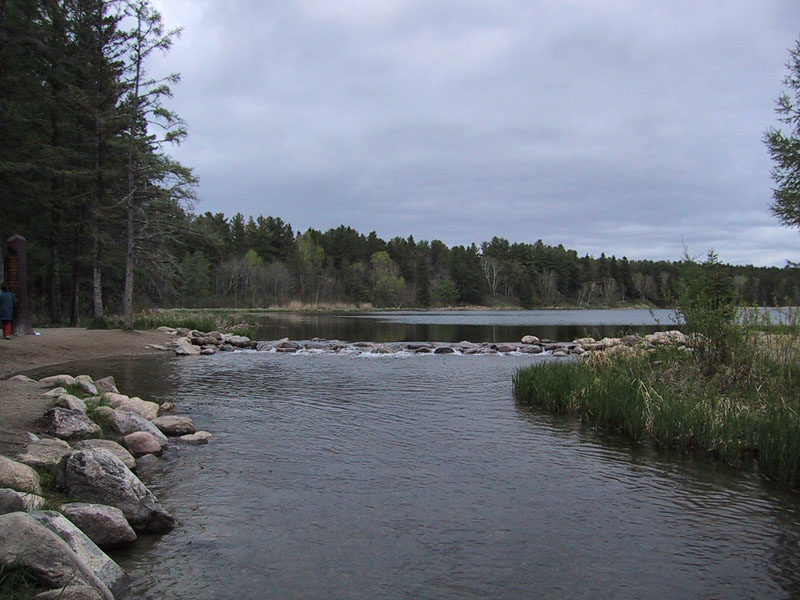
Itasca

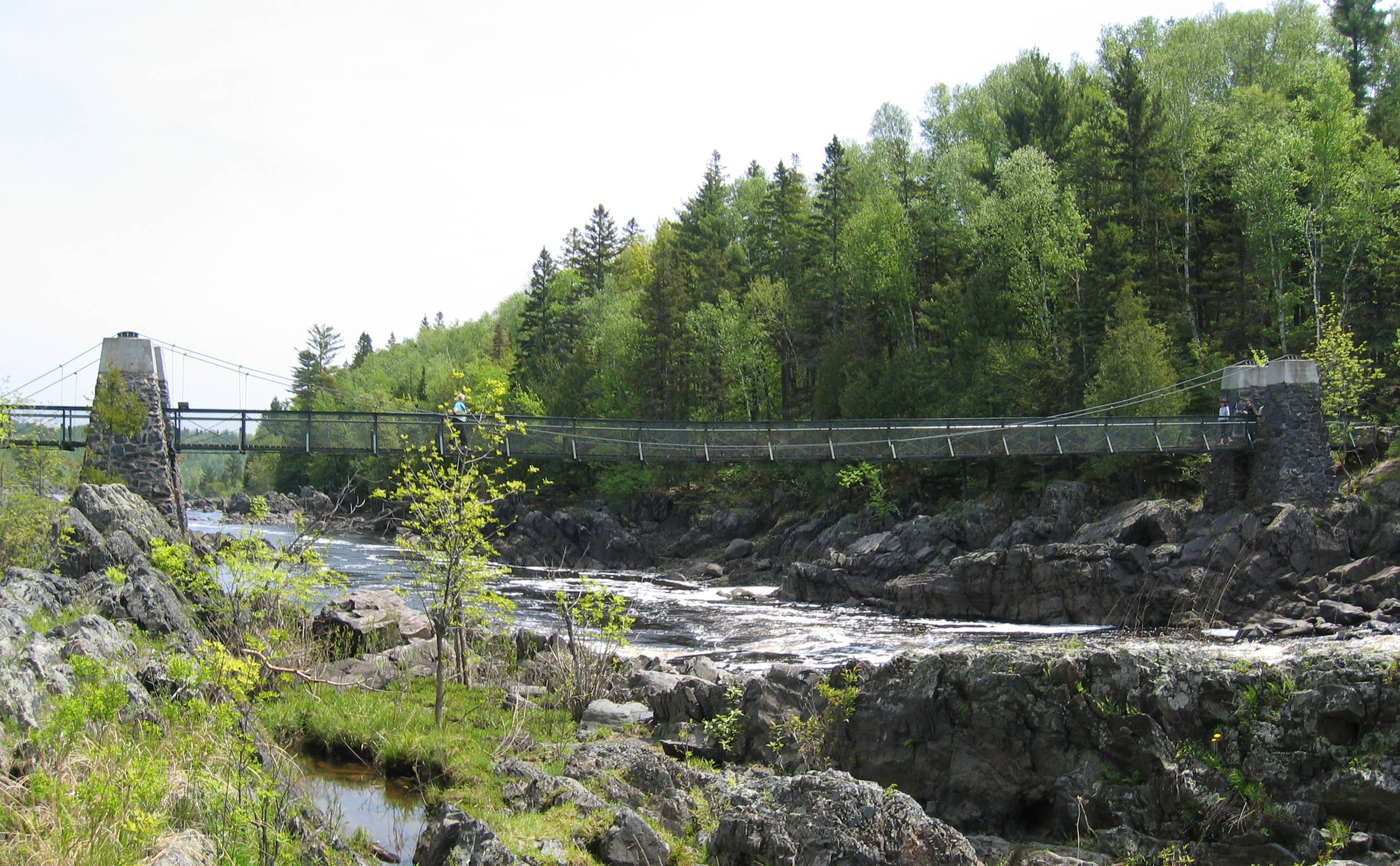
Jay Cooke

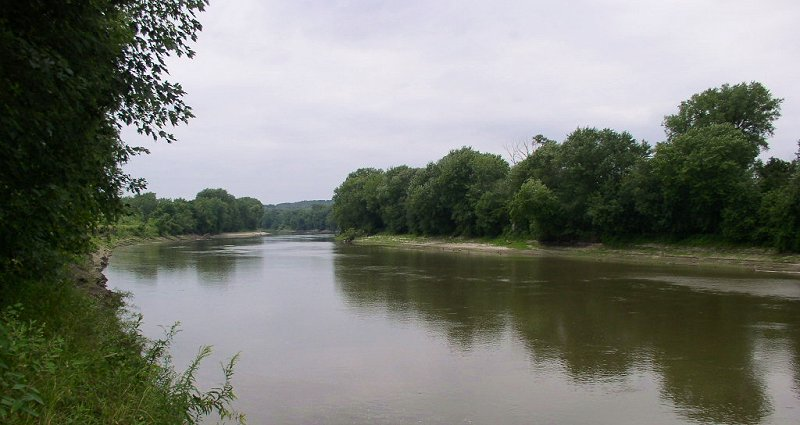
Minnesota Valley

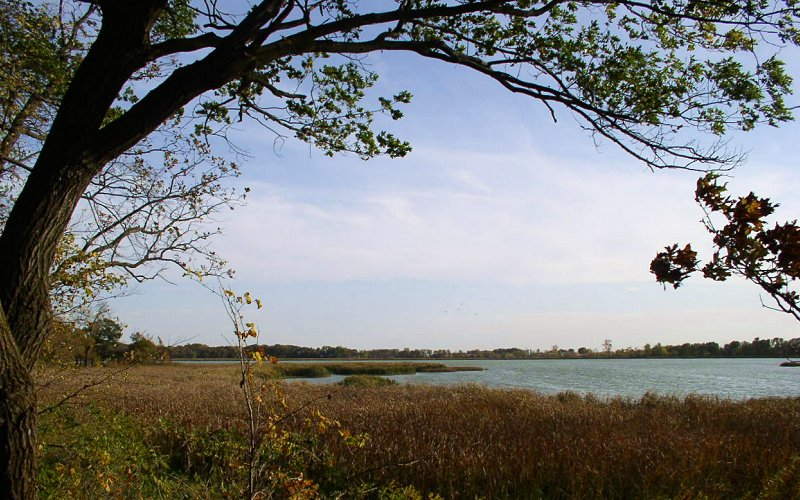
Rice Lake

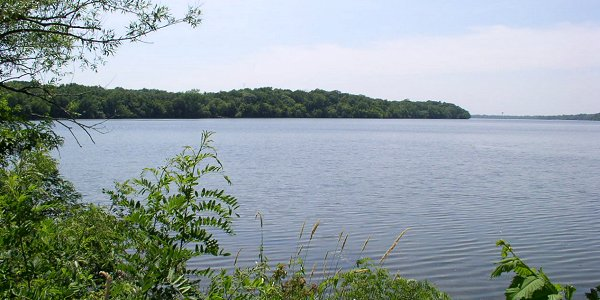
Sakatah Lake

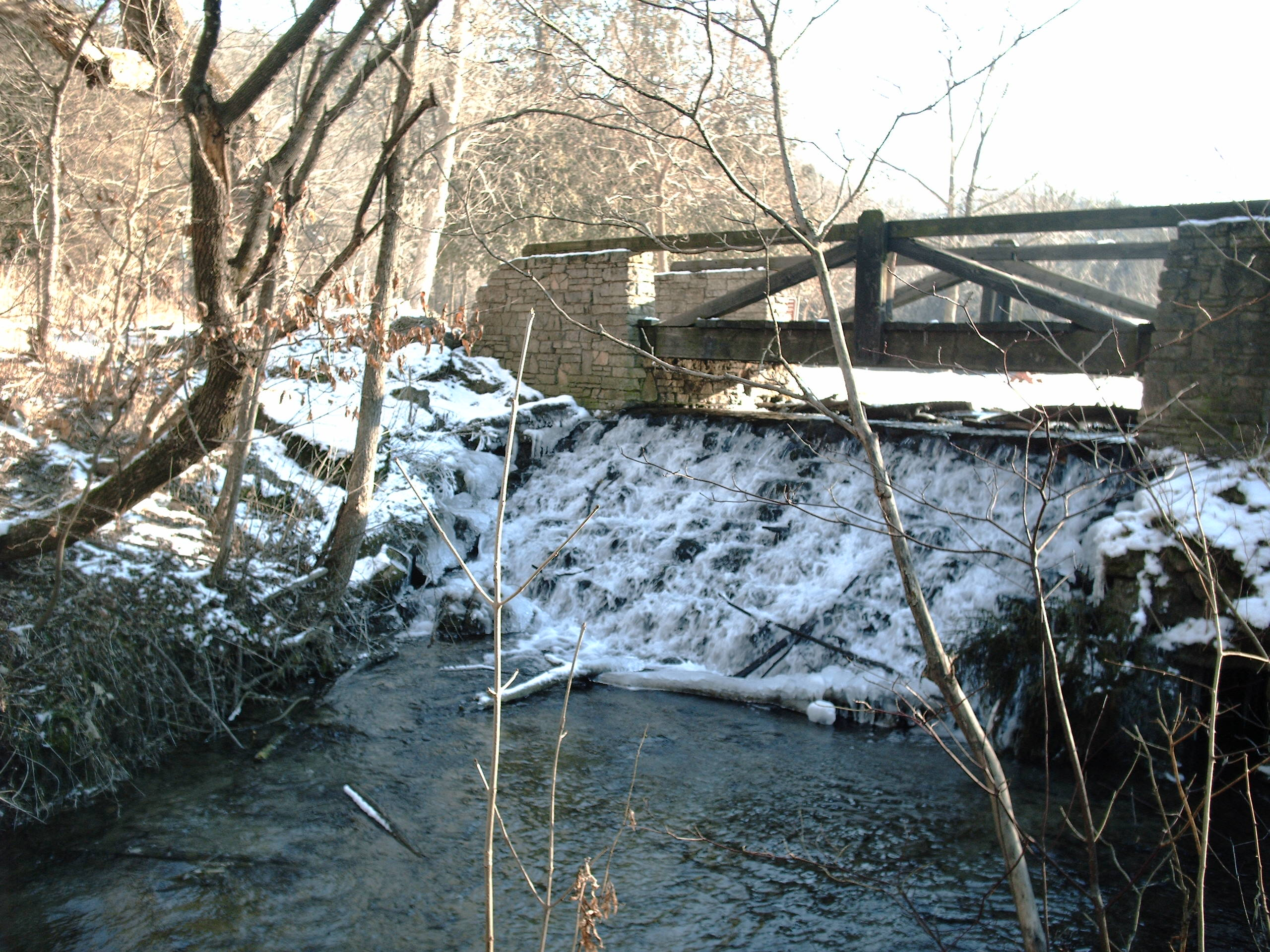
Whitewater

Liste des parcs d'État du Minnesota aux États-Unis d'Amérique par ordre alphabétique. Ils sont gérés par le Minnesota Department of Natural Resources.
- Afton
- Banning
- Bear Head Lake
- Beaver Creek Valley
- Big Bog
- Big Stone Lake
- Blue Mounds
- Buffalo River
- Camden

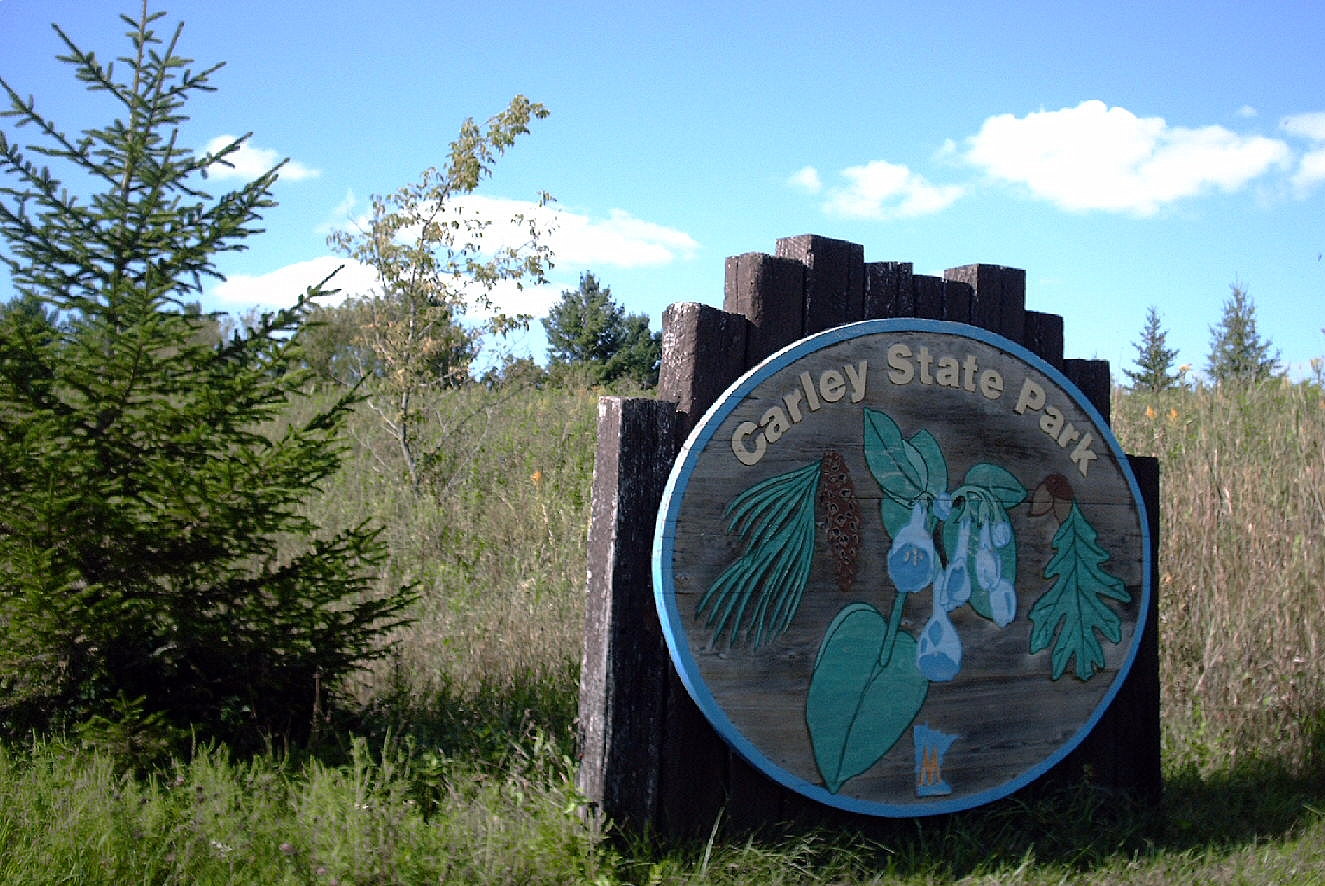
Carley
- Cascade River
- Charles A. Lindbergh
- Crow Wing
- Cuyuna Country
- Father Hennepin
- Flandrau
- Forestville Mystery Cave
- Fort Ridgely
- Fort Snelling
- Franz Jevne
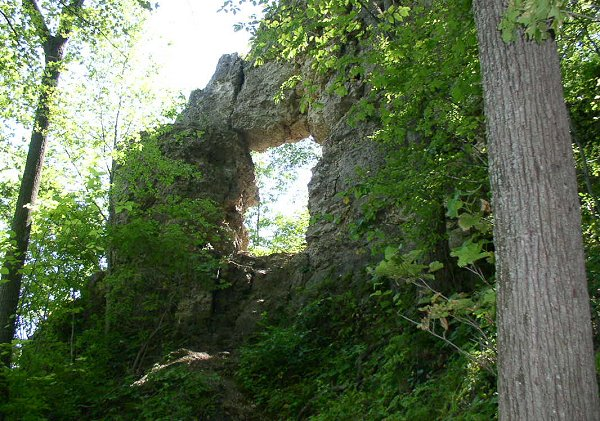
Frontenac
- Garden Island
- George H. Crosby Manitou
- Glacial Lakes
- Glendalough
- Gooseberry Falls
- Grand Portage
- Great River Bluffs
- Hayes Lake
- Hill-Annex Mine
- Interstate
- Itasca
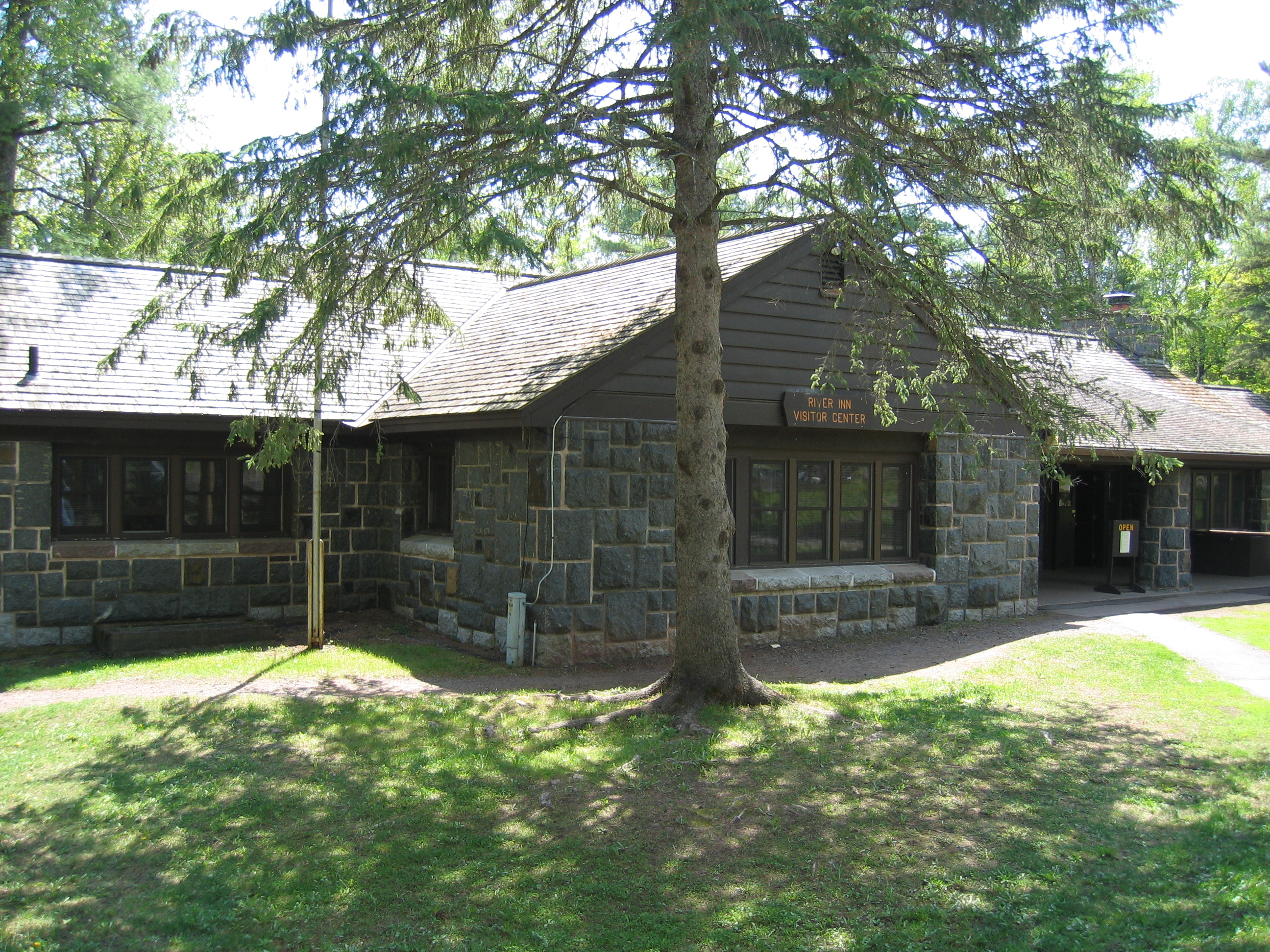
Jay Cooke
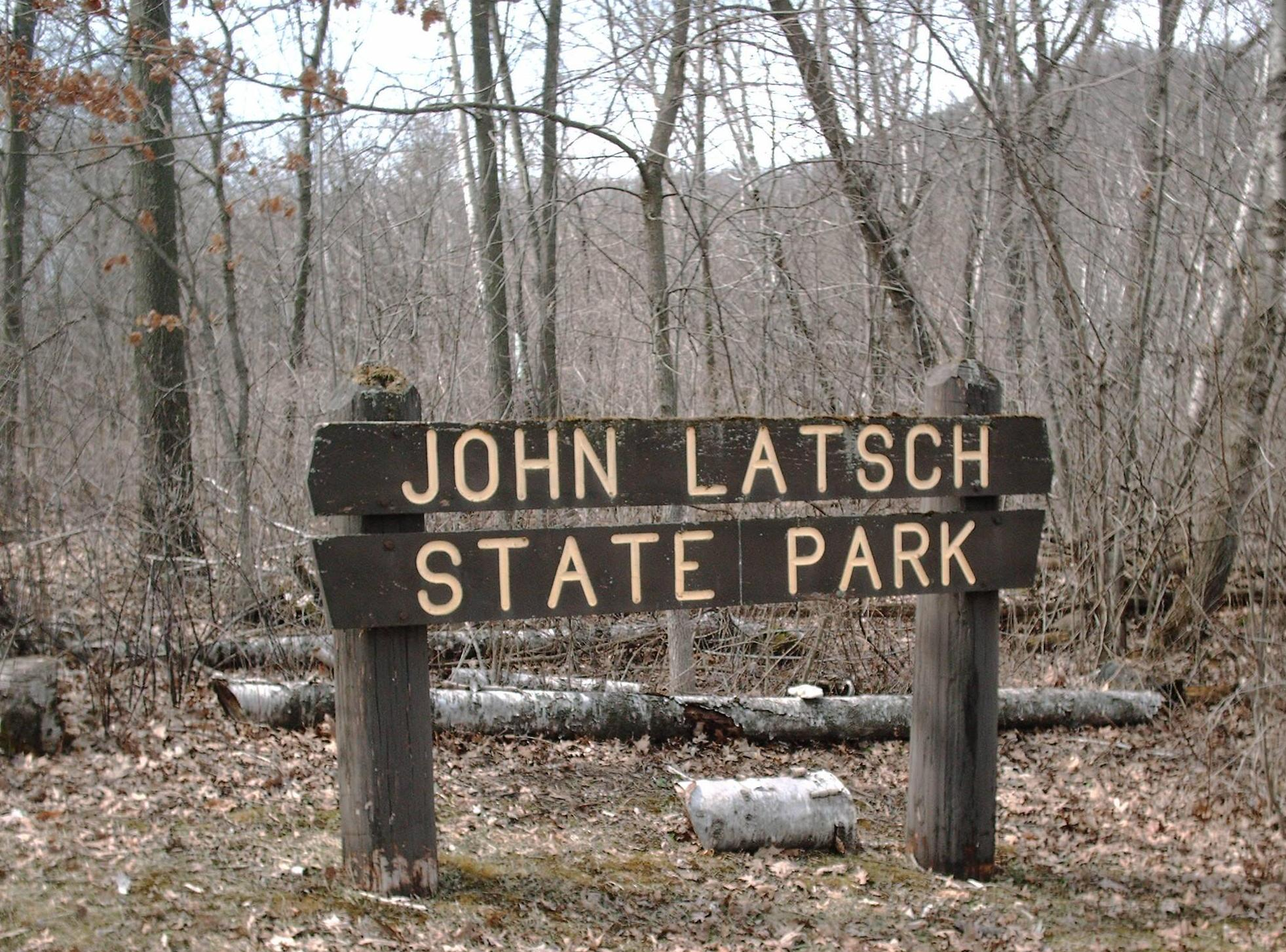
John A. Latsch
- Judge C. R. Magney
- Kilen Woods
- Lac Qui Parle
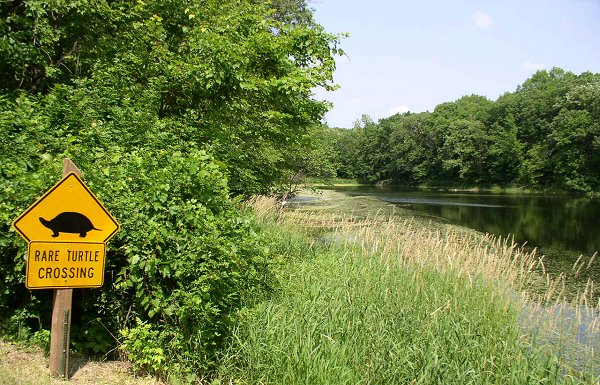
Lake Bemidji
- Lake Bronson
- Lake Carlos
- Lake Louise
- Lake Maria
- Lake Shetek
- Maplewood
- McCarthy Beach
- Mille Lacs Kathio
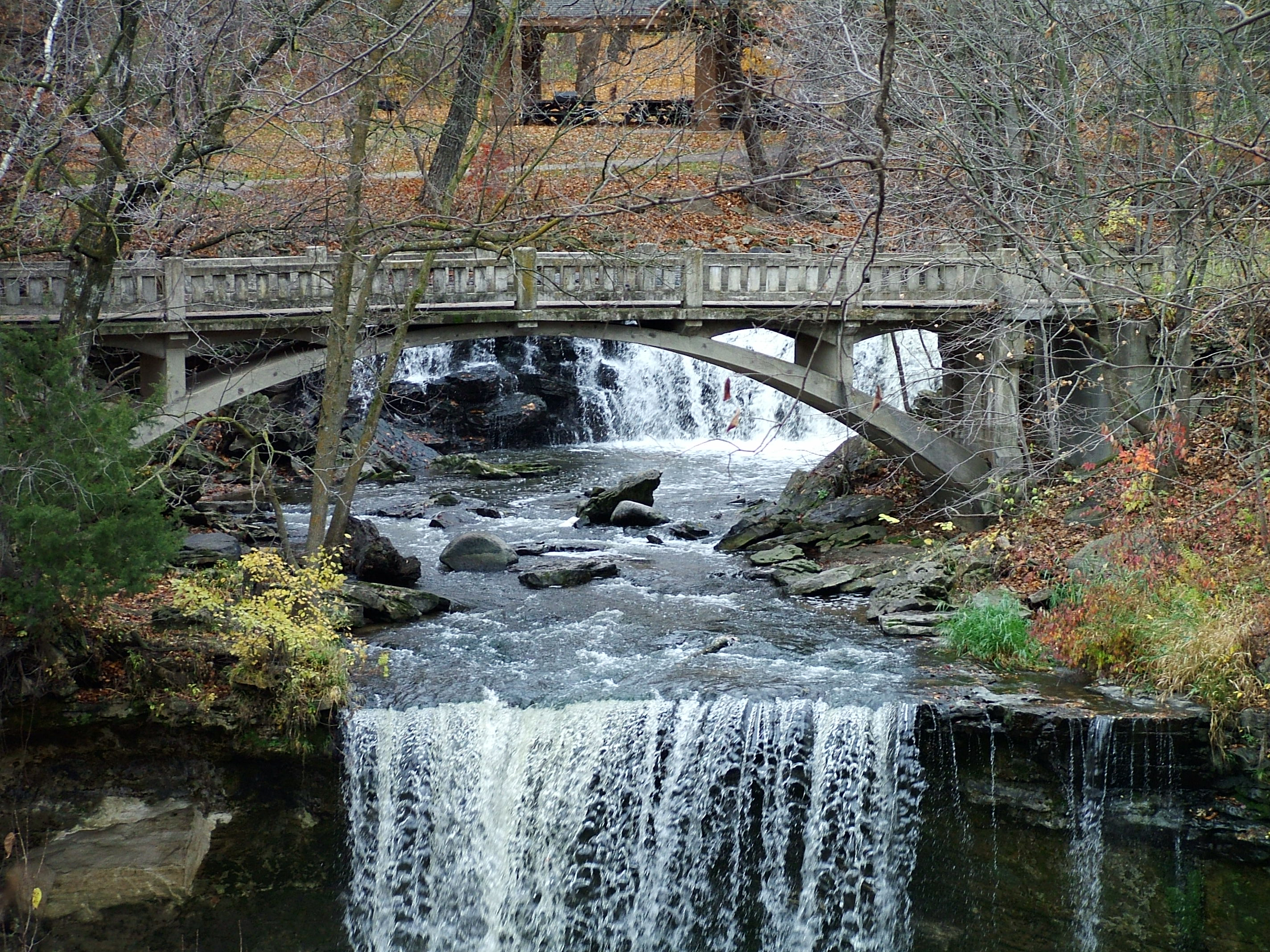
Minneopa
- Minnesota Valley
- Monson Lake
- Moose Lake
- Myre-Big Island
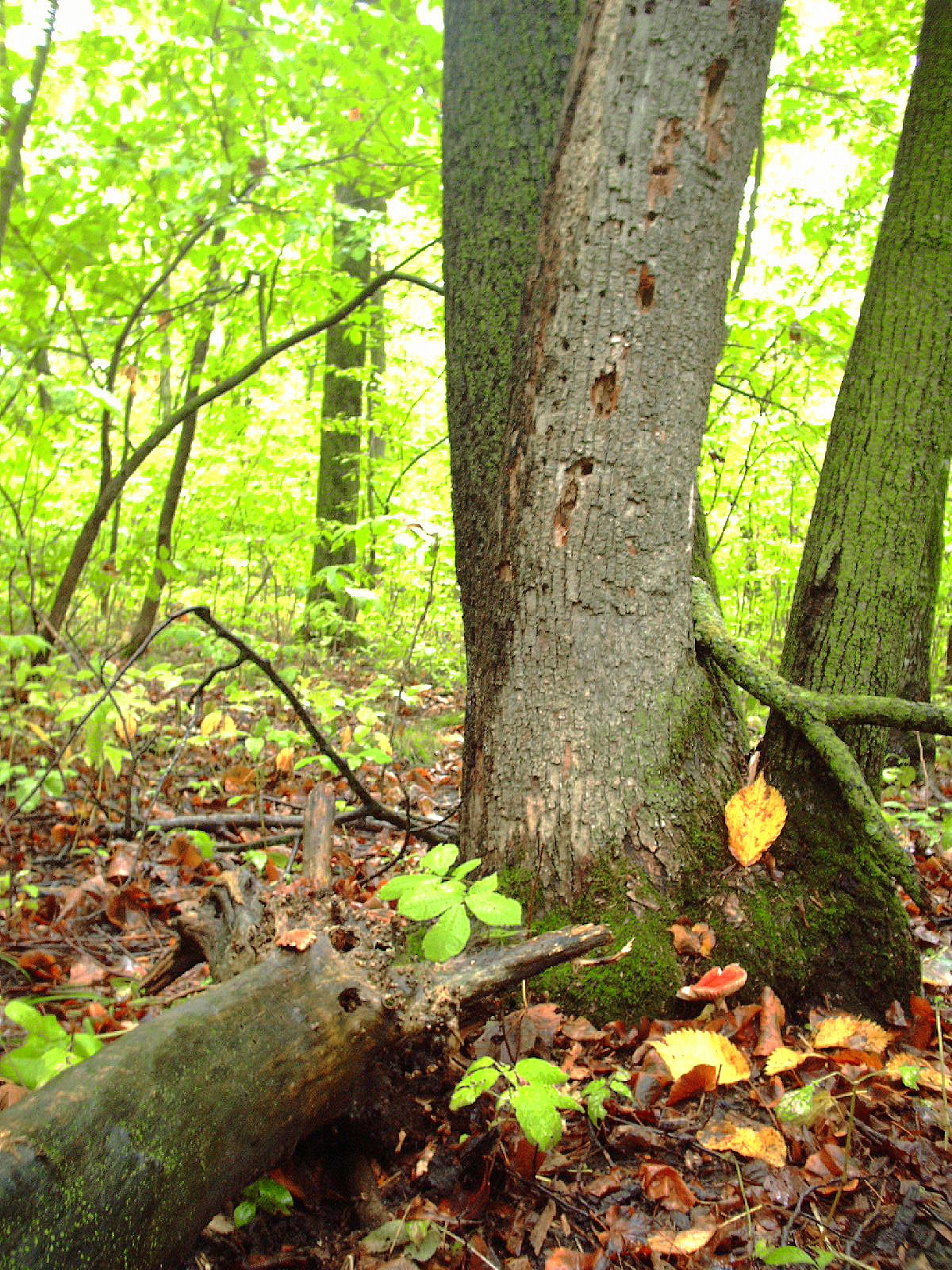
Nerstrand-Big Woods
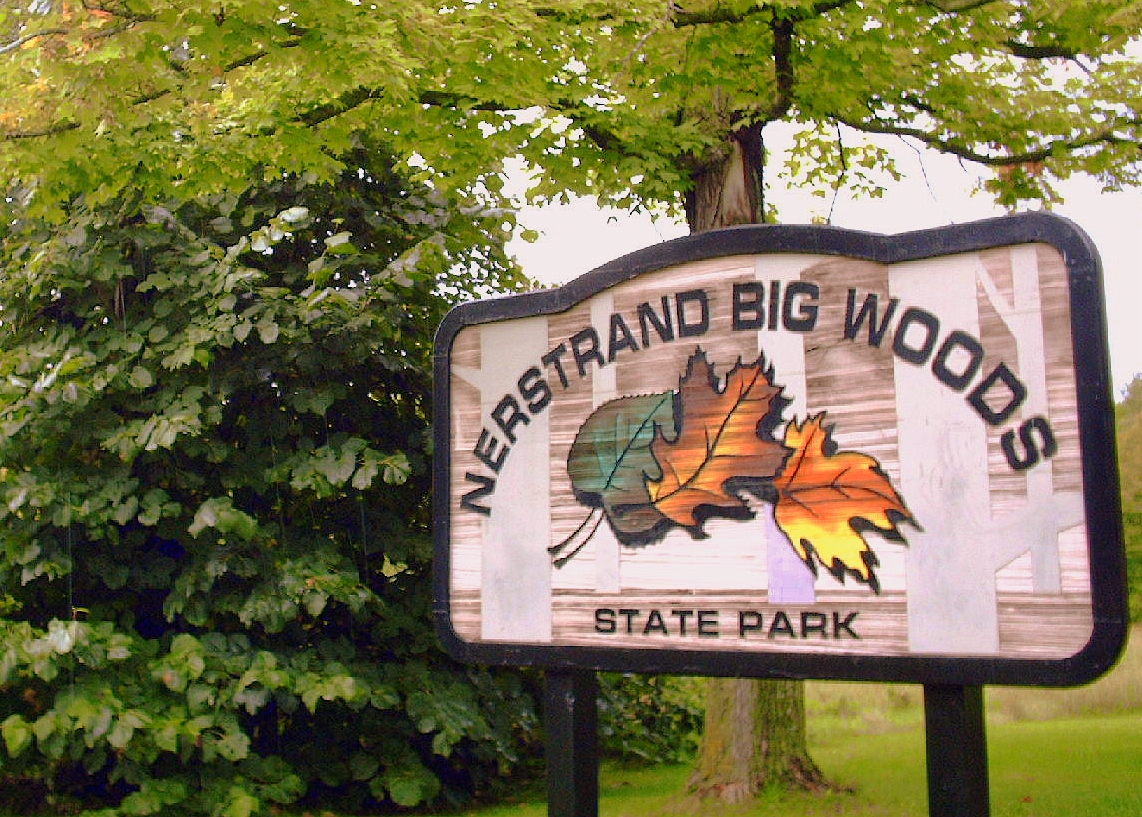
Nerstrand-Big Woods

- Old Mill
- Red River
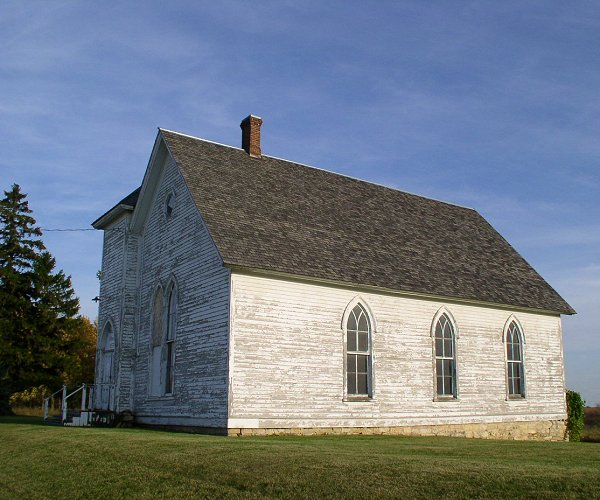
Rice Lake
- Saint Croix
- Sakatah Lake
- Savanna Portage
- Scenic
- Schoolcraft
- Sibley
- Soudan Underground Mine
- Split Rock Creek
- Split Rock Lighthouse
- Temperance River
- Tettegouche
- Upper Sioux Agency
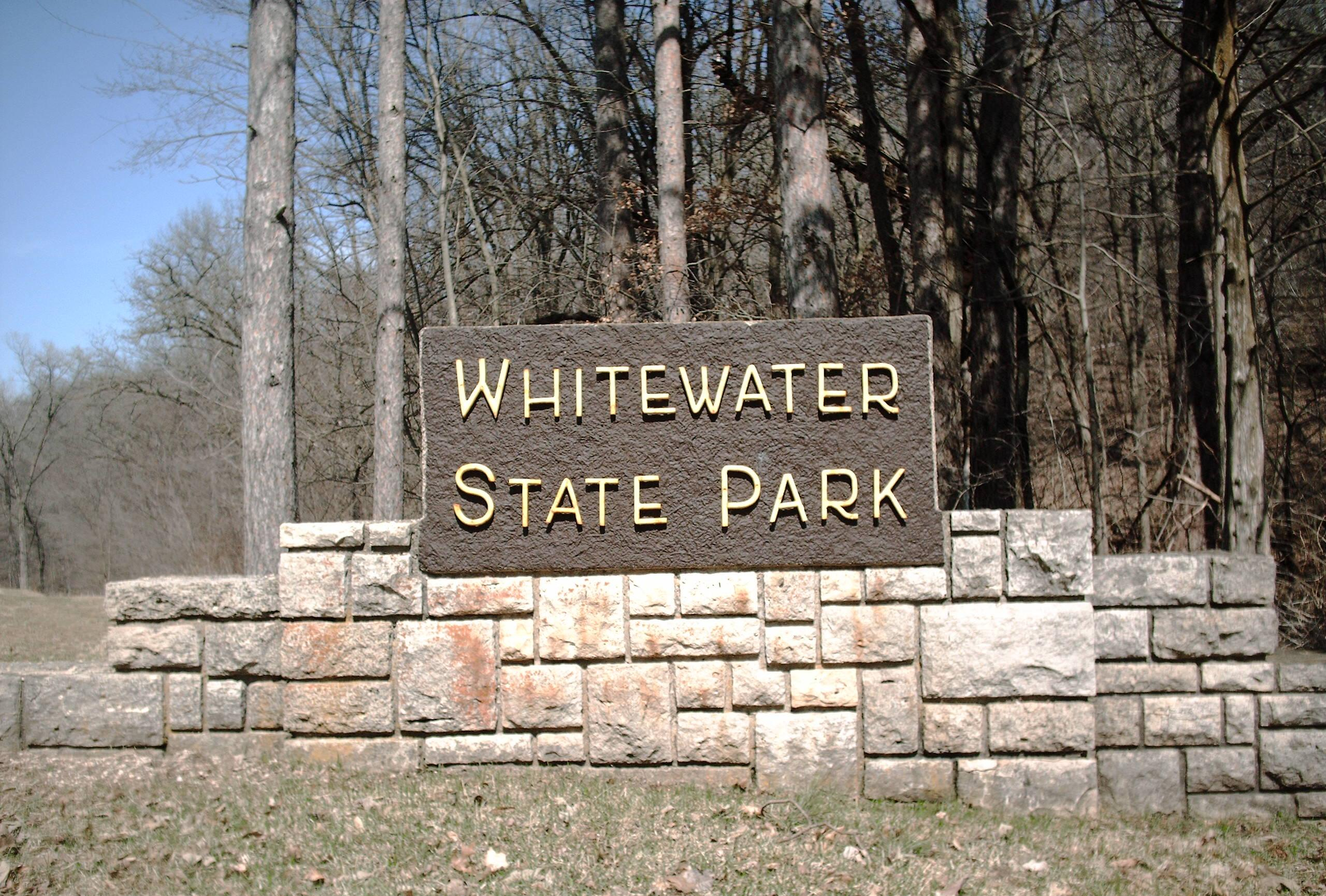
Whitewater
- Wild River
- William O'Brien
- Zippel Bay